# Snoop Dogg
Snoop Dogg, pseudonimo di Calvin Cordozar Broadus Jr. (Long Beach, 20 ottobre 1971), è un rapper, attore e produttore discografico statunitense.
Considerato uno dei migliori rapper di tutti i tempi, è noto per il suo flow melodico, reso tale anche dal timbro vocale, per i testi tendenti a dargli un'immagine di gangster e per il suo slang, inventato da Frankie Smith and The Gap Band nei primi anni ottanta e reso famoso dall'amico rapper E-40, in cui si aggiunge "izz" o "-izzle" alla fine della parola (ad esempio, "for shizzle" sta per "for sure"). La sua musicalità ha permesso la diffusione del g-funk, in particolare in collaborazione con il collega Dr. Dre. Nel corso della sua carriera ha venduto 35 milioni di dischi a livello globale.
È cugino del rapper Nate Dogg, morto nel marzo 2011.

## Biografia

### Primi anni

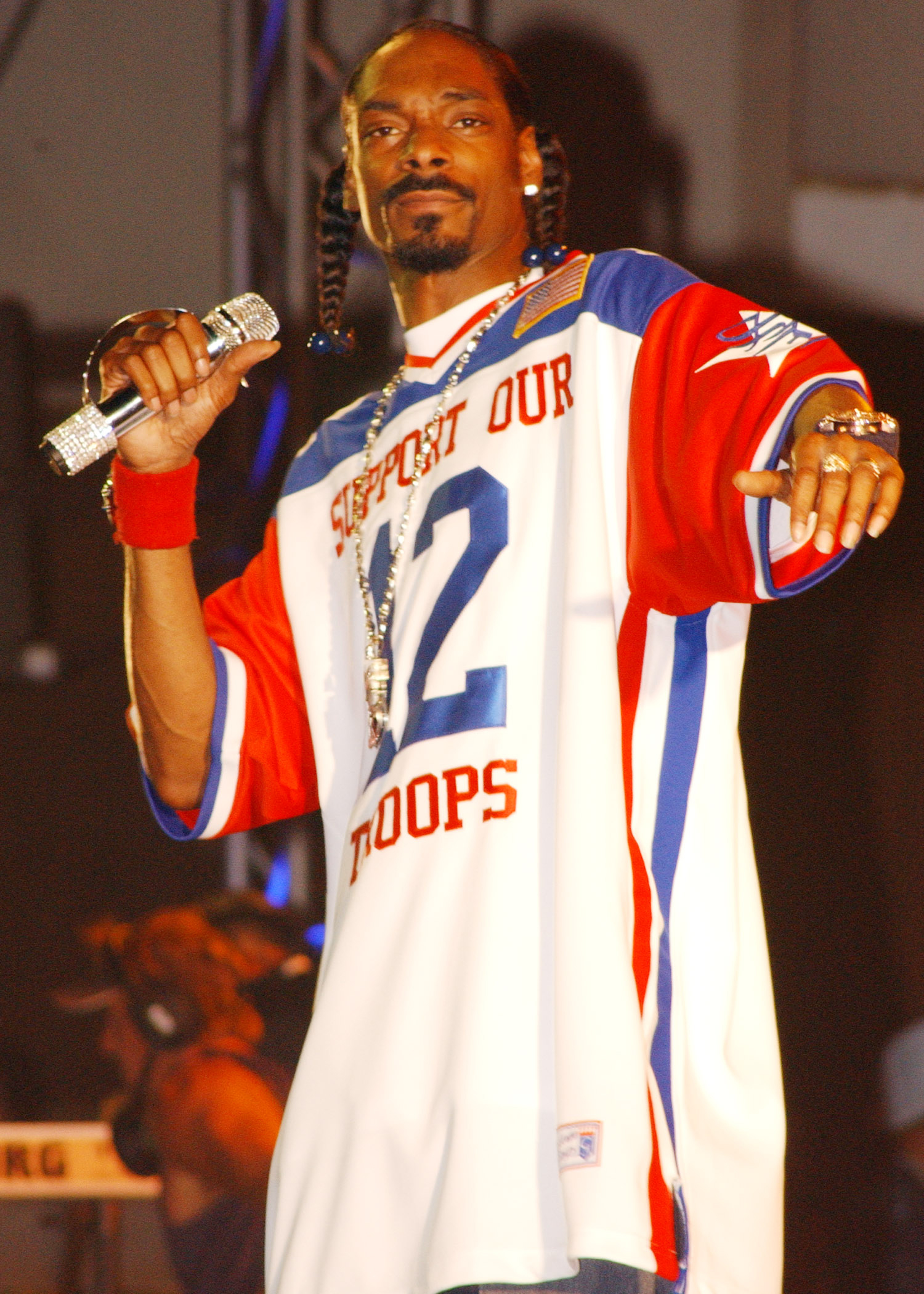
Snoop Dogg si esibisce alle Hawaii nel 2005

Calvin Broadus nasce al Los Altos Hospital di Long Beach, California, secondo dei tre figli di Beverly Broadus. Suo padre, Vernall Varnado, è un veterano del Vietnam, cantante e postino che Calvin riesce a vedere poco frequentemente, in quanto spesso assente. Da bambino, sua madre gli ha affibbiato il soprannome "Snoopy", per via del suo amore e della sua somiglianza con l'omonimo personaggio dei Peanuts.
Snoop Dogg è stato cresciuto nella fede battista e ha iniziato a cantare e suonare il pianoforte alla Golgotha Trinity Baptist Church quando era molto giovane. Sua madre, membro del coro della chiesa, è stata una delle sue principali influenze musicali durante la sua crescita e lo ha avvicinato alla musica R&B old-school. Da giovane, Calvin vendeva caramelle, consegnava giornali e impacchettava generi alimentari. Era descritto come uno studente diligente e un fedele praticante, attivo nel coro e nel football.
Già dalla prima media, Snoop Dogg ha iniziato ad avviarsi verso la musica rap. Spesso, Calvin si è ritrovato a fare rap a scuola, come lui stesso ricorda: "Quando rappavo nei corridoi della scuola attiravo una folla così numerosa che il preside pensava che ci fosse una rissa in corso. Questo mi ha fatto capire che avevo un dono. Capivo che i miei rap interessavano alla gente e questo mi ha fatto interessare a me stesso".
L'infanzia a Long Beach non è stata facile per Snoop, poiché le continue difficoltà con la legge lo costrinsero ad alterni periodi di prigione, dovuti anche al suo ingresso in un sottogruppo della banda dei Crips: la "rollin' 20 crips" (gruppo cui tutt'oggi Snoop si sente molto attaccato, come dimostrano i versi di diverse sue canzoni come quelli di Drop It like It's Hot o I Wanna Rock). In seguito ha frequentato la Long Beach Polytechnic High School trasferendosi poi alla Jordan High School, ma viene condannato per spaccio di cocaina e costretto a scontare la pena nella prigione di Wayside County. Insieme ai suoi due cugini Nate Dogg e Lil' ½ Dead, e all'amico Warren G, ha registrato alcuni nastri fatti in casa; uno di questi, intitolato Over the Counter, ha attirato l'interesse di alcune etichette discografiche. I quattro hanno chiamato il loro gruppo 213, prendendo spunto dal prefisso telefonico della loro città natale, e hanno registrato il loro primo demo di quattro canzoni presso il negozio locale VIP Records. Uno dei primi freestyle solisti di Snoop è stato prodotto sulla base del brano Hold On delle En Vogue ed era contenuto in un mixtape che è finito casualmente nelle mani di Dr. Dre; l'influente produttore è rimasto così colpito dal campionamento che nel 1991 decide di chiamare Snoop Dogg per un provino per la sua etichetta Death Row Records (allora nota come Future Shock). L'ex membro degli N.W.A Tracy Lynn Curry, meglio conosciuto come The D.O.C., ha insegnato a Snoop come strutturare i suoi testi e a separare i temi in strofe, ritornelli e cori.

### 1992-1997: Gli anni alla Death Row,DoggystyleeThe Doggfather
Quando ha iniziato a registrare, il giovane rapper ha adottato il nome d'arte Snoop Doggy Dogg. È stato Warren G ad averlo presentato per la prima volta a Dr. Dre, che gli ha in seguito dato la musicassetta di Snoop Dogg. Dr. Dre inizia così a lavorare con lui, prima sulla sigla del film del 1992 Deep Cover, e poi sul suo album di debutto da solista, The Chronic, prodotto insieme agli altri membri del suo precedente gruppo d'esordio, i Tha Dogg Pound. Questa intensa esperienza ha avuto un ruolo considerevole nel rendere l'album di debutto di Snoop Dogg, Doggystyle, un successo per la critica e per il pubblico.
Alimentando l'ascesa dell'hip hop G-funk della West Coast, i singoli Who Am I (What's My Name)? e Gin and Juice hanno raggiunto la top ten delle canzoni più ascoltate negli Stati Uniti e l'album è rimasto nelle classifiche di Billboard per diversi mesi. Il gangsta rap è in seguito diventato il fulcro delle discussioni sulla censura e l'etichettatura, con Snoop Dogg spesso citato come esempio di musicista violento e misogino. A differenza di molti artisti gangsta rap dal carattere più duro, secondo il giornalista musicale Chuck Philips Snoop Dogg tendeva a mettere in mostra il suo lato più morbido. Il critico musicale di Rolling Stone Touré ha affermato che Snoop Dogg aveva una voce relativamente morbida rispetto ad altri rapper, scrivendo: "Lo stile vocale di Snoop è parte di ciò che lo contraddistingue: mentre molti rapper urlano, in senso figurato e letterale, lui parla con voce morbida". Doggystyle, proprio come The Chronic, vedeva la partecipazione di numerosi rapper sotto contratto o affiliati all'etichetta Death Row, tra cui Daz Dillinger, Kurupt, Nate Dogg e altri.
Nel 1993, Snoop Dogg è stato accusato di omicidio di primo grado per aver sparato a un membro di una gang rivale, che in realtà è stato ucciso dalla sua guardia del corpo. Snoop Dogg è stato assolto il 20 febbraio 1996 e il caso è stato definitivamente chiuso nel 2024. Il rapper, dopo essere stato assolto, ha affermato di non voler proseguire il proprio stile di vita da "gangster", poiché riteneva che continuare con quel comportamento avrebbe portato al suo assassinio o a una pena detentiva. Sempre nel 1993, Snoop si è reso partecipe ad un dissing con il rapper Eazy-E (insieme a Dr. Dre) nel singolo Fuck wit Dre Day (And Everybody's Celebratin') estratto da The Chronic. Nel 1994 è stato pubblicato un cortometraggio sul processo per omicidio di Snoop Dogg, intitolato Murder Was the Case, accompagnato da una colonna sonora. Il 6 luglio 1995, la Doggy Style Records Inc., un'etichetta discografica fondata da Snoop Dogg, è stata registrata presso il Segretario di Stato della California con il numero di entità commerciale C1923139.
Dopo la sua assoluzione, Snoop Dogg e la madre di suo figlio, insieme al loro allevamento di 20 pitbull, si sono trasferiti in una casa di 460 m² sulle colline di Claremont, in California, e nell'agosto 1996 la Doggy Style Records, una filiale della Death Row Records, ha ingaggiato Charlie Wilson della The Gap Band come uno dei suoi primi artisti. Successivamente, ha collaborato con il collega rapper Tupac Shakur al singolo del 1996 2 of Amerikaz Most Wanted. Questa è stata una delle ultime canzoni pubblicate da Shakur mentre era ancora in vita, prima di venire ferito gravemente a colpi di pistola il 7 settembre 1996 a Las Vegas, morendo sei giorni dopo.
Quando nel novembre 1996 è uscito il secondo album di Snoop Dogg, Tha Doggfather, il prezzo da pagare per apparire come un membro di una gang che "viveva la vita da gangster" era diventato molto evidente. Tra le numerose morti e condanne che hanno colpito il mondo dell'hip hop, spiccano, oltre alla morte di Tupac Shakur, l'accusa di racket a carico del cofondatore della Death Row Suge Knight. Dr. Dre aveva lasciato la Death Row all'inizio del 1996 a causa di una disputa contrattuale, quindi Snoop Dogg ha coprodotto Tha Doggfather con Daz Dillinger e DJ Pooh.
Questo album presentava un netto cambiamento di stile rispetto a Doggystyle, e il singolo di lancio, Snoop's Upside Ya Head, vedeva la collaborazione di Charlie Wilson. L'album ha ottenuto un discreto numero di vendite, ma non ha avuto lo stesso successo del suo predecessore. Snoop Dogg avrebbe dovuto pubblicare un EP intitolato Doggumentary l'8 luglio 1997, ma è stato in seguito cancellato. Nonostante ciò, è stato pubblicato un video musicale per il suo primo singolo previsto, Midnight Love. Tuttavia, Snoop Dogg si è reso conto di essere vincolato da un contratto a tempo determinato molto rigido (Death Row possedeva tutto ciò che lui produceva) e si è rifiutato di produrre altri brani per Suge Knight, eccetto la traccia Fuck Death Row, fino alla scadenza del contratto. In un'intervista con Neil Strauss nel 1998, Snoop Dogg ha dichiarato che, sebbene la sua ex etichetta discografica gli avesse fatto regali sontuosi, gli aveva negato il pagamento dei diritti d'autore.
Stephen Thomas Erlewine di AllMusic ha affermato che dopo Tha Doggfather, Snoop Dogg avesse iniziato ad "allontanarsi dalle sue radici gangsta per avvicinarsi a un'estetica lirica più tranquilla"; ad esempio, nel 1997 Snoop Dogg ha partecipato al tour musicale Lollapalooza, dedicato principalmente alla musica rock alternativa. Troy J. Augusto di Variety ha affermato che l'esibizione di Snoop abbia suscitato "molti balli e, stranamente, persino un piccolo pogo" tra il pubblico.

### 1998-2006: firma con No Limit e continuo successo

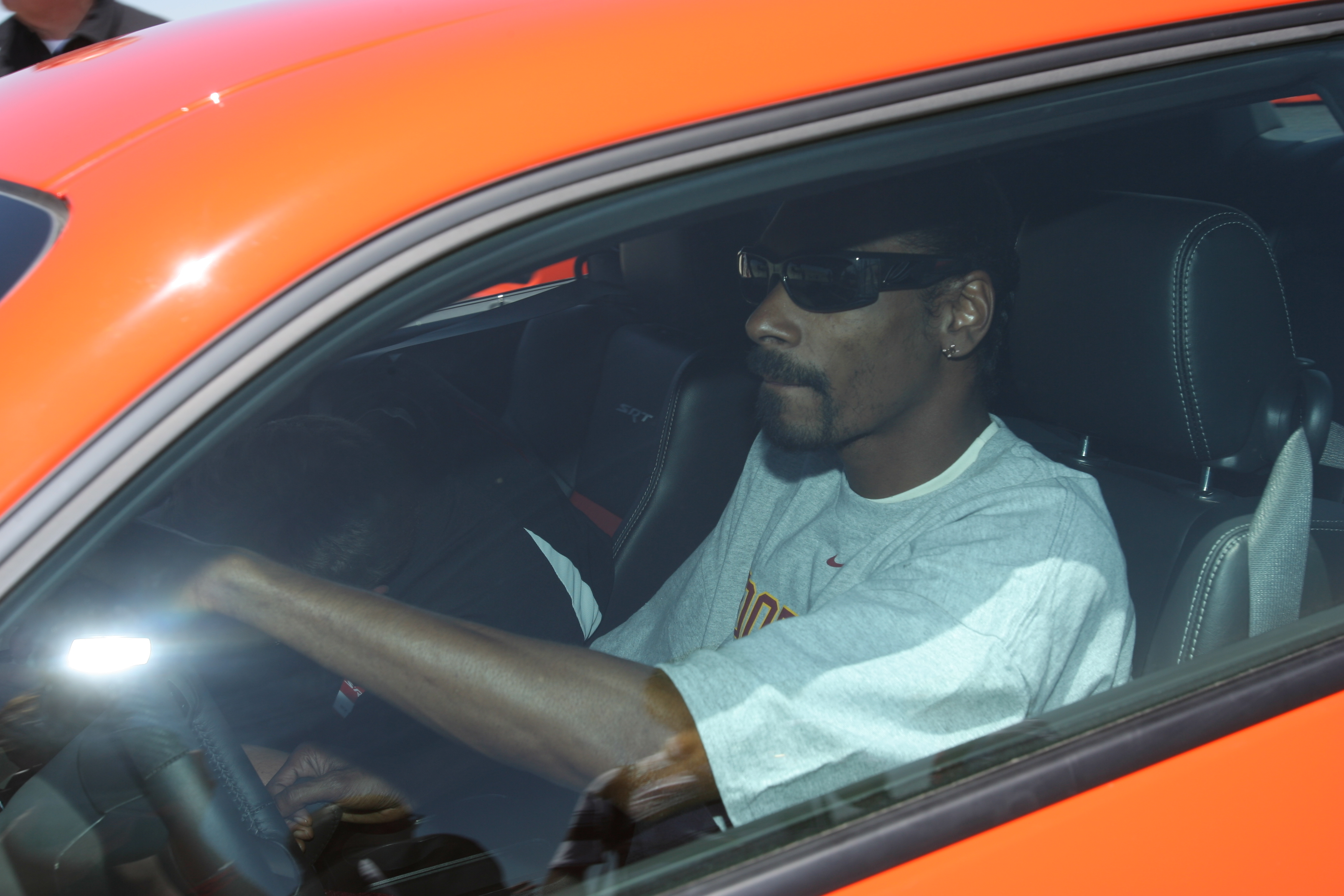
Snoop in una Dodge Challenger

Nel marzo 1998 Snoop Dogg ha firmato con la No Limit Records di Master P (distribuita da Priority/EMI Records) con cui ha pubblicato l'album Da Game Is to Be Sold, Not to Be Told. In seguito, Master P ha dichiarato in un'intervista il proprio punto di vista riguardo le doti del rapper: "Snoop Dogg è universale, quindi può adattarsi a qualsiasi contesto, soprattutto a un contesto che sa come creare a mano roba; [e] la No Limit crea a mano il materiale. Creano materiale adatto all'artista e sanno in che tipo di roba Snoop Dogg dovrebbe suonare. Ecco perché è così stretto". Nel 1999 ha duettato con il cantante dei Red Hot Chili Peppers, Anthony Kiedis, in conclusione alla canzone Scar Tissue dell'album Californication.
Spinto dalla voglia di rifarsi, Snoop fonda nel 2000 la sua etichetta indipendente, la Dogg House Records. Nello stesso anno è uscito Tha Last Meal, album che vede molte collaborazioni di alto livello, tra cui quelle di Nate Dogg e Ice Cube. L'anno seguente realizza un video che mescola pornografia e hip hop, edito da Hustler, diventato il primo video hardcore ad entrare nelle classifiche di vendita di Billboard.

Nel 2002 è uscito Paid tha Cost to Be da Bo$$. Il lavoro con la Priority Records è ricco di pezzi importanti e di successo: fra i tanti, Beautiful, cantato insieme a Pharrell Williams, esprime le nuove tendenze di Snoop, che più si sarebbero risentite nell'album successivo. Nel 2003 ha collaborato con i Limp Bizkit nel brano Red Light Green Light (da Results May Vary) e nello stesso anno ha partecipato all'edizione di MTV Icon dedicata ai Metallica interpretando Sad but True.

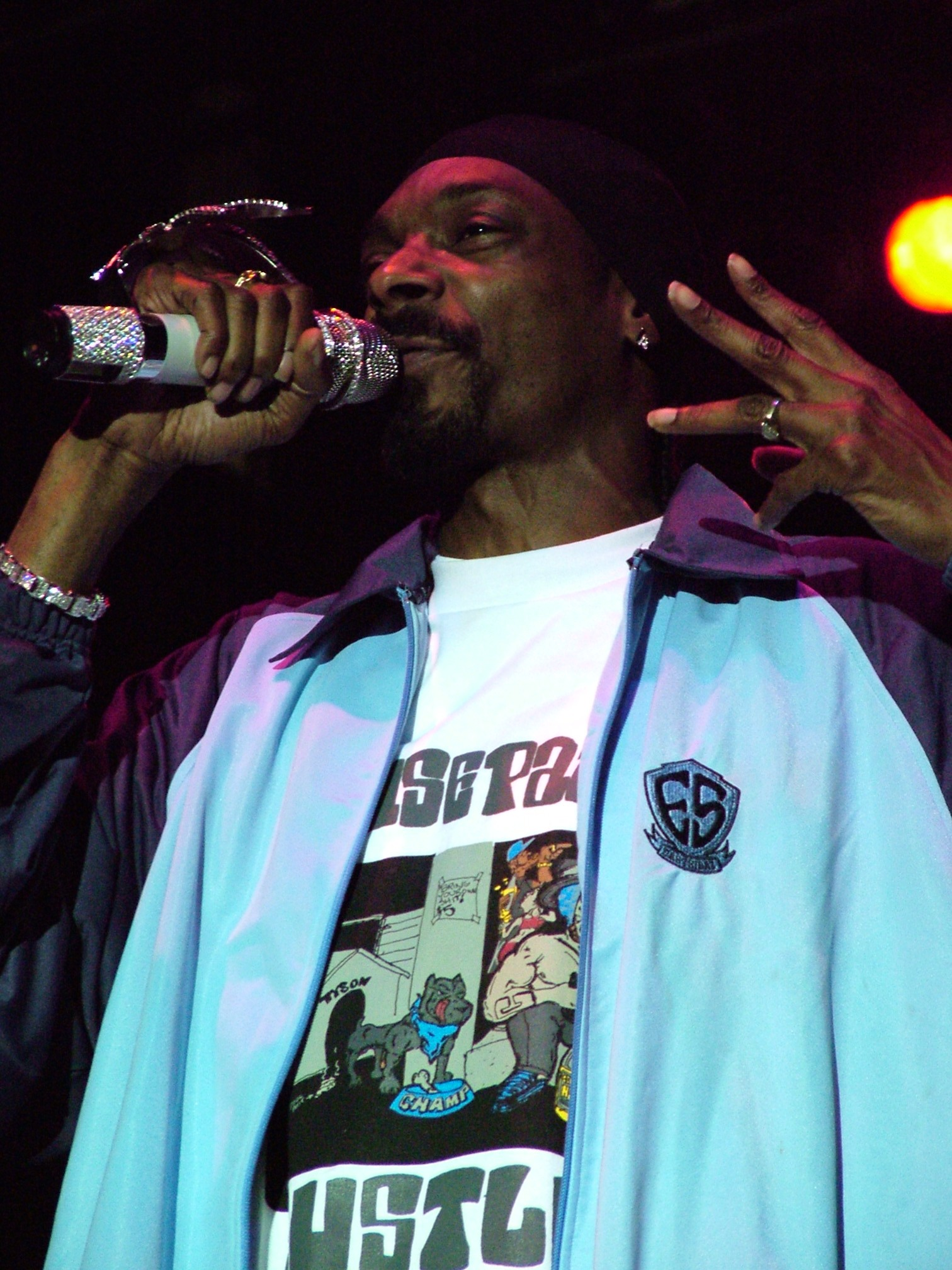
Snoop in concerto il 16 giugno 2006

Nel giugno 2004, Snoop Dogg ha firmato con la Geffen Records/Star Trak Entertainment, entrambe distribuite dalla Interscope Records; la Star Trak è guidata dal duo di produttori The Neptunes, che ha prodotto diverse tracce per l'album di Snoop del 2004 R&G (Rhythm & Gangsta): The Masterpiece. Drop It like It's Hot (con Pharrell Williams), il primo singolo estratto dall'album, è diventato presto un successo ed è divenuto il primo singolo di Snoop Dogg a raggiungere il primo posto della classifica nazionale. La sua terza uscita dell'anno è stata la canzone Signs, realizzata in collaborazione con Justin Timberlake e Charlie Wilson, che è entrata nella classifica britannica alla posizione numero 2. Nello stesso anno vince agli MTV Europe Music Awards il premio di Miglior Artista Hip-Hop.
Nel 2006 Snoop Dogg è apparso in due tracce dell'album di Ice Cube, Laugh Now, Cry Later, tra cui Go to Church, e in diverse tracce dell'album Cali Iz Active dei Tha Dogg Pound. La sua canzone Real Talk è trapelata su Internet nell'estate del 2006 e un video è stato successivamente pubblicato sul web. Real Talk è dedicata all'ex leader dei Crips Stanley "Tookie" Williams e funge allo stesso tempo come diss track nei confronti di Arnold Schwarzenegger, allora governatore della California. Altri due singoli in cui Snoop Dogg si è esibito come ospite sono stati Keep Bouncin' di Too Short (in cui è presente anche Will.i.am dei Black Eyed Peas) e Gangsta Walk di Coolio. Sempre nel 2006 Snoop vince agli MTV Australia Video Music Awards con il video di Drop It like It's Hot come Best Hip-Hop Video. Il 21 novembre 2006, Snoop pubblica l'album Tha Blue Carpet Treatment, che ha debuttato alla quinta posizione della Billboard 200 vendendo oltre 850.000 copie. L'album e il secondo singolo estratto da esso intitolato That's That Shit, realizzato in collaborazione con R. Kelly, sono stati ben accolti dalla critica. Kelly è in seguito apparso, assieme ad E-40 e altri rapper della West Coast, nel video musicale del singolo Candy (Drippin' like Water).

### 2007-2012:Ego Trippin',Malice n WonderlandeDoggumentary

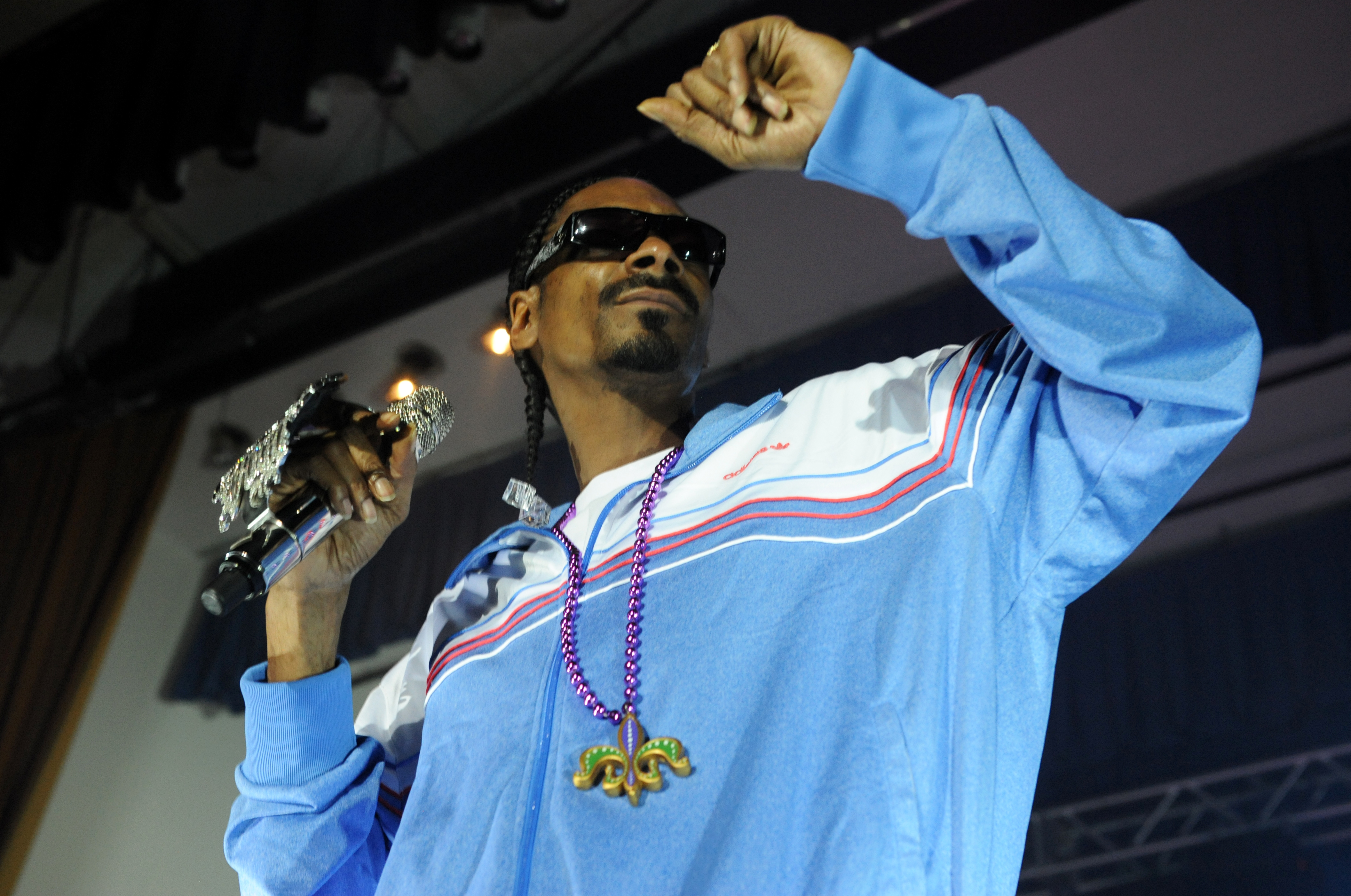
Snoop Dogg nel 2011

Nel 2007 Snoop Dogg produce l'album Snoop Dogg Presents The Big Squeeze con l'intento di portare alla ribalta molti dei rapper della costa occidentale quali Western Union, Warzone, Terrace Martin, JT the Bigga Figga, Kurupt e Azurè. Il 29 aprile 2007 ha vinto agli MTV Australia Video Music Awards il premio di Best Hip-Hop Video con il video musicale di That's That Shit. Il 7 luglio 2007, Snoop Dogg si è esibito al concerto Live Earth Amburgo, mentre Il 1º novembre seguente ha presentato da Monaco gli MTV Europe Music Awards. L'11 marzo 2008 pubblica il suo nono album in studio Ego Trippin' (che vendette 400.000 copie negli Stati Uniti), insieme al singolo Sexual Eruption. Il singolo ha raggiunto in poco tempo la settima posizione nella Billboard Hot 100, con Snoop Dogg che per la prima volta nella sua carriera ha fatto uso di autotune. L'album vantava la produzione del supergruppo QDT (Quik-Dogg-Teddy). 
Successivamente, Snoop Dogg è stato nominato dirigente presso la Priority Records. Il suo decimo album in studio, Malice n Wonderland, è stato pubblicato l'8 dicembre 2009. Il primo singolo estratto dall'album, Gangsta Luv, realizzato in collaborazione con The-Dream, ha raggiunto la posizione numero 35 nella Billboard Hot 100. L'album ha debuttato alla ventitreesima posizione della Billboard 200, vendendo un totale di 61.000 copie nella prima settimana, divenendo l'album con il peggior piazzamento in classifica. Il suo terzo singolo, I Wanna Rock, ha raggiunto la posizione numero 41 nella Billboard Hot 100, mentre il quarto singolo, intitolato Pronto e composto insieme al rapper Soulja Boy, è stato pubblicato su iTunes il 1º dicembre 2009. Il 23 marzo 2010 il rapper ha pubblicato una riedizione dell'album intitolata More Malice.
In seguito, ha collaborato con Katy Perry alla realizzazione della hit dell'estate California Gurls, comparendo anche nel relativo videoclip. Snoop Dogg è poi apparso nei brani Flashing di Dr. Dre e nella canzone Seat Change di Curren$y. È stato anche presente in un nuovo singolo della cantante australiana Jessica Mauboy, intitolato Get 'em Girls, uscito nel settembre 2010. L'ultimo lavoro dell'anno di Snoop è stato quello di supporto all'artista americana Emii per il suo secondo singolo intitolato Mr. Romeo, pubblicato il 26 ottobre 2010 come seguito di Magic. Snoop Dogg ha anche collaborato con il collettivo comico americano The Lonely Island nel loro brano Turtleneck & Chain, incluso nell'omonimo album del 2011.
L'undicesimo album in studio di Snoop Dogg è stato Doggumentary. L'album ha avuto diversi titoli provvisori, tra cui Doggystyle 2: Tha Doggumentary e Doggumentary Music: 0020, prima di essere pubblicato con il titolo definitivo Doggumentary il 29 marzo 2011. Poco tempo dopo, Snoop Dogg è apparso nell'album Plastic Beach dei Gorillaz , precisamente nel brano Welcome to the World of the Plastic Beach composto assieme all'Hypnotic Brass Ensemble. Sempre con i Gorillaz, Snoop ha prodotto un altro brano intitolato Sumthin Like This Night, poi incluso in Doggumentary. Appare anche nell'album di Tech N9ne intitolato All 6's and 7's, più precisamente nel brano Pornographic, che vede la partecipazione anche di E-40 e Krizz Kaliko.

### 2012-2013:Reincarnatede7 Days of Funk

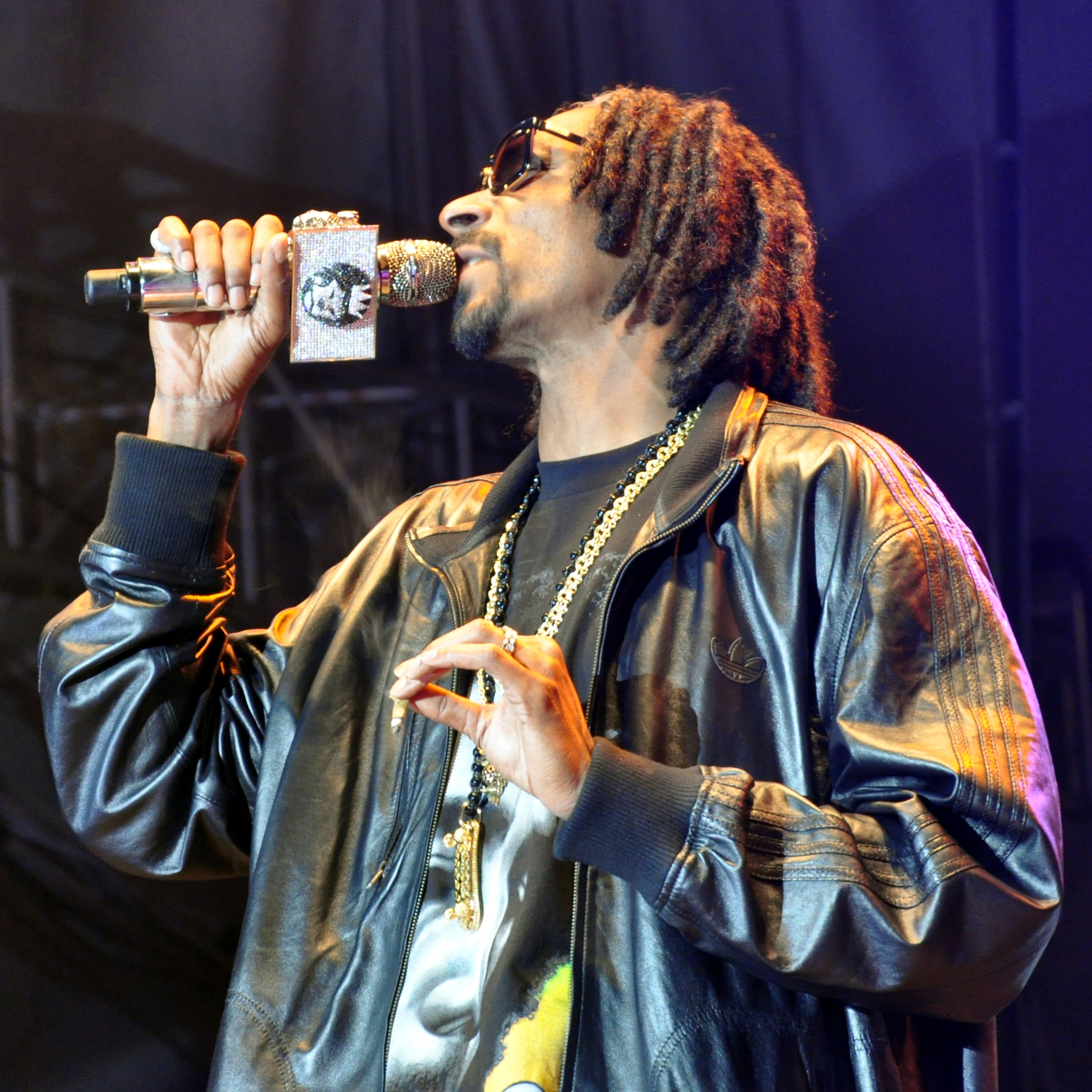
"Snoop Lion" (2013)

Il 4 febbraio 2012, Snoop Dogg ha annunciato l'uscita di un documentario, Reincarnated, in concomitanza con l'uscita del suo nuovo album in studio, intitolato appunto Reincarnated e caratterizzato principalmente da sonorità reggae. Il film è uscito il 21 marzo 2013, mentre l'uscita dell'album era prevista per il 23 aprile 2013. Il 20 luglio 2012, Snoop Dogg ha pubblicato un nuovo singolo reggae, La La La, con lo pseudonimo di Snoop Lion. Successivamente, è stata annunciata l'uscita di tre canzoni che sarebbero state aggiunte all'edizione deluxe dell'album: No Guns Allowed, Ashtrays and Heartbreaks (registrato in collaborazione con Miley Cyrus) e Harder Times.
Il 31 luglio 2012, Snoop Dogg ha introdotto ufficialmente il suo nuovo nome d'arte, Snoop Lion, dichiarando ai giornalisti di essere stato ribattezzato con questo pseudonimo da un prete di fede rastafari in Giamaica. In risposta al coming out di Frank Ocean, Snoop Dogg ha affermato che l'hip hop è pronto ad accettare un rapper omosessuale. Nel mese di giugno, Snoop Dogg ha registrato una canzone per la soundtrack ufficiale del videogioco picchiaduro Tekken Tag Tournament 2, intitolata Knocc 'Em Down. Nello stesso videogame, il rapper ha fatto un'apparizione speciale come personaggio non giocabile nell'arena "The Snoop Dogg Stage".
Nel settembre dello stesso anno, Snoop Dogg ha pubblicato una compilation di musica elettronica intitolata Loose Joints con lo pseudonimo di DJ Snoopadelic, evidenziando l'influenza dei Funkadelic di George Clinton. In un'intervista per la rivista The Fader, ha dichiarato: "Snoop Lion, Snoop Dogg, DJ Snoopadelic: sanno solo una cosa: fare musica senza tempo e che spacchi". Il 27 novembre 2012 pubblica, insieme ai Tha Dogg Pound, il mixtape That's My Work. Nel dicembre 2012, Snoop Dogg ha pubblicato il suo secondo singolo estratto da Reincarnated, Here Comes the King. Poco dopo, è stato anche annunciato che l'artista aveva stretto un accordo con la RCA Records per pubblicare Reincarnated all'inizio del 2013. Sempre nel mese di dicembre ha collaborato con Epiclloyd e Nice Peter (produttori di Epic Rap Battles of History) alla realizzazione di un singolo, dove Snoop recita nella parte di Mosè e Nice Peter in quella di Babbo Natale.
In un'intervista per Hip Hop Weekly del 17 giugno, il produttore Symbolyc One ha annunciato che Snoop Dogg stava lavorando ad un nuovo album con il suo pseudonimo originale. Nel settembre 2013, Snoop Dogg ha pubblicato un album in collaborazione con i suoi figli come parte del gruppo Tha Broadus Boyz intitolato Royal Fam. Il 28 ottobre 2013, Snoop Dogg ha pubblicato un altro mixtape intitolato That's My Work 2 e presentato da DJ Drama. Snoop Dogg ha poi formato un duo funk con il musicista Dâm-Funk chiamato 7 Days of Funk, con il quale, il 10 dicembre 2013, ha pubblicato l'album 7 Days of Funk.

### 2014-2017:Bush,Coolaid,eNeva Left
Nel mese di agosto 2014 è apparso in rete un video che mostra Snoop Dogg e Pharrell Williams in studio intenti a lavorare a un brano, successivamente rivelatosi essere Peaches N Cream, primo singolo estratto dal nuovo album in studio del rapper intitolato Bush, il primo disco interamente hip hop che Snoop Dogg realizza dal 2013 e che è stato ufficialmente pubblicato il 12 maggio 2015. Il 14 aprile 2015 è stato pubblicato il secondo singolo estratto dall'album So Many Pros. Sempre nel 2015 ha collaborato in due canzoni contenute all'interno del terzo album di Dr. Dre, intitolato Compton, ovvero One Shot One Kill e Satisfiction.
Il 7 giugno 2016 pubblica il singolo Kush Ups in collaborazione con Wiz Khalifa, che anticipa il quattordicesimo album in studio Coolaid. Il 27 giugno viene estratto il secondo singolo, Point Seen Money Gone, realizzato con il cantante Jeremih. Il 28 luglio 2016, ultimo giorno della Convention Nazionale Democratica, è stato protagonista di un "party dell'unità" per i donatori della Electric Factory di Filadelfia. Il 1º marzo 2017 la sua etichetta Doggy Style Records pubblica il brano Promise You This, che precede l'uscita del suo prossimo film Coolaid, basato sull'omonimo album. Snoop Dogg ha pubblicato il suo quindicesimo album in studio, Neva Left, nel maggio 2017.

### 2018-2022:Bible of Love,I Wanna Thank Me,From tha Streets 2 tha Suitese Super Bowl

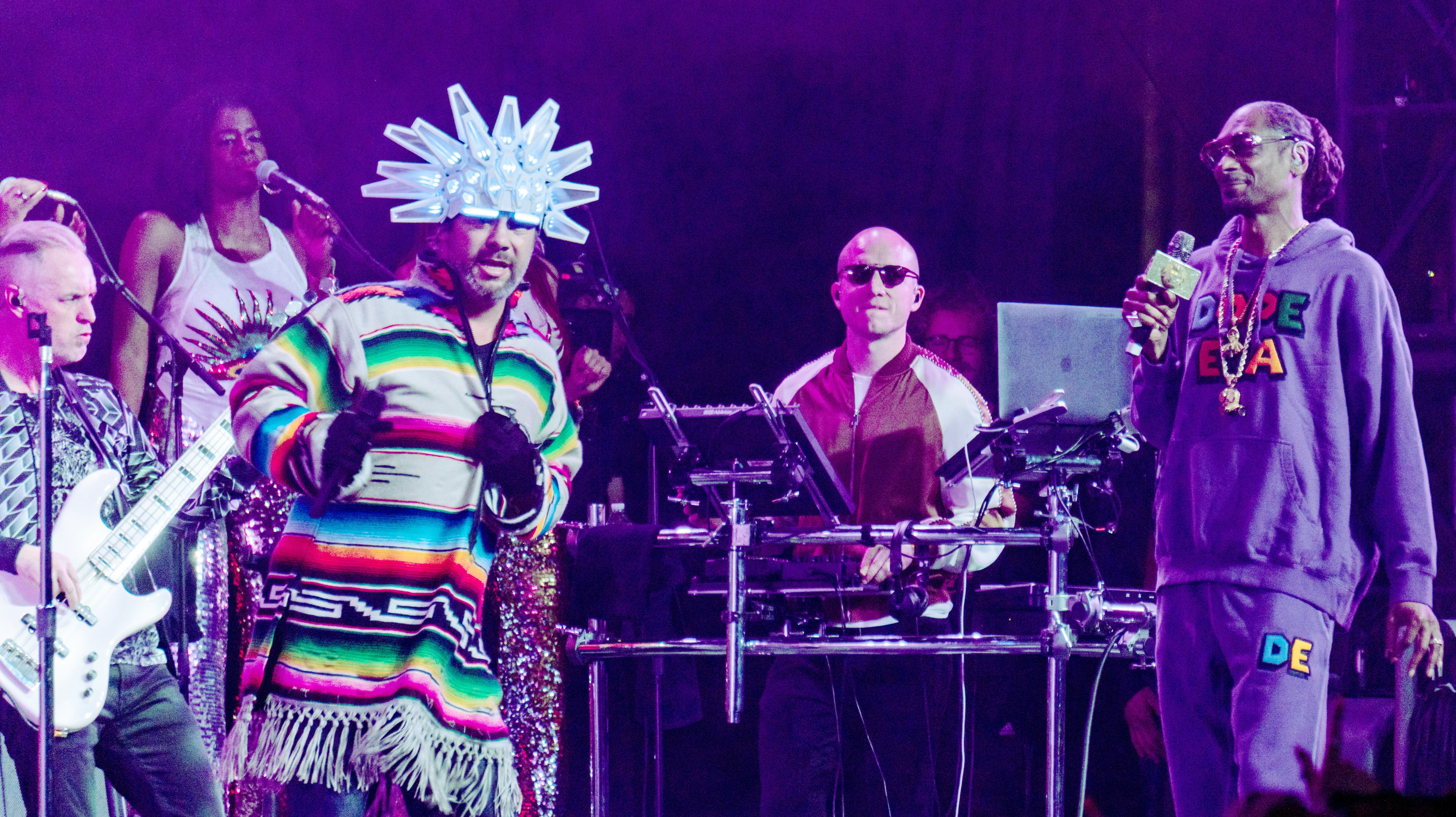
Snoop Dogg mentre si esibisce con i Jamiroquai al Festival di Coachella

Il 16 marzo 2018 ha pubblicato un album gospel intitolato Bible of Love. Nell'aprile 2018, Snoop Dogg si è esibito al Festival di Coachella con la band acid jazz e funk Jamiroquai. Snoop Dogg ha in seguito partecipato all'album dei Gorillaz The Now Now, pubblicato nel giugno 2018, precisamente nel brano intitolato Hollywood realizzato assieme a Jamie Principle. Nel novembre 2018, Snoop Dogg ha annunciato i piani per la sua nuova tournée Puff Puff Pass Tour, che vede la partecipazione di Bone Thugs-n-Harmony, Too Short, Warren G, Kurupt e altri. Il tour si è svolto dal 24 novembre al 5 gennaio.
Snoop Dogg ha partecipato al singolo Earth di Lil Dicky pubblicato nell'aprile 2019, dove ha interpretato il ruolo di una pianta di marijuana sia nel testo della canzone che nel video animato. Il 3 luglio 2019 Snoop Dogg ha pubblicato il brano che dà il titolo al suo prossimo album in studio, I Wanna Thank Me. L'album è stato pubblicato il 16 agosto 2019. Successivamente, ha collaborato con il cantante vietnamita Son Tung M-TP nel brano Hãy trao cho anh (Give it to Me), pubblicato ufficialmente il 1º luglio 2019.
All'inizio del 2020 è stato annunciato che Snoop Dogg aveva riprogrammato il suo tour a sostegno dell'album I Wanna Thank You, rinviando l'inizio della tournée al febbraio 2021. Nel maggio 2020, Snoop Dogg ha pubblicato la canzone Que Maldicion, una collaborazione con la Banda Sinaloense de Sergio Lizarraga che ha raggiunto il primo posto nella classifica Billboard Bubbling Under Hot 100. Nel mese di agosto l'artista pubblica un brano in tributo al rapper defunto Nipsey Hussle, intitolato Nipsey Blue. Il 20 aprile 2021 il rapper ha pubblicato il suo diciottesimo album in studio, From tha Streets 2 tha Suites, preannunciato il 7 aprile 2021 tramite Instagram. Durante un'intervista trasmessa il 27 settembre nel programma The Tonight Show Starring Jimmy Fallon, Snoop Dogg ha annunciato l'uscita dell'album Algorithm, avvenuta ufficialmente 19 novembre 2021.
Il 10 febbraio 2022, Snoop Dogg ha annunciato di aver acquisito la Death Row Records e di voler rilanciare l'etichetta discografica. Il 13 febbraio seguente, Snoop Dogg si è esibito durante l'halftime show del Super Bowl LVI insieme a Dr. Dre, Eminem, Mary J. Blige e Kendrick Lamar. Lo stesso giorno, come affermato dallo stesso Snoop in un'intervista del mese prima, sarebbe dovuto uscire il suo diciannovesimo album in studio, intitolato BODR; tuttavia, l'uscita dell'album è stata anticipata di due giorni ed è stato pubblicato l'11 febbraio 2022. Il 24 giugno 2022, Snoop Dogg ha collaborato con Eminem nel brano From the D 2 the LBC, supportato da un video musicale live-action/animato pubblicato lo stesso giorno.

### 2024-presente: Olimpiadi di Parigi,Gin and Juice,MissionaryeIz It a Crime?
Nel febbraio 2024, Snoop Dogg ha lanciato una linea di cocktail premiscelati insieme a Dr. Dre, che prende il nome dal loro singolo di successo Gin and Juice. I gusti disponibili sono albicocca, agrumi, melone e frutto della passione. È stato realizzato un breve trailer a tema proibizionismo per promuovere l'uscita della linea. Un gin di lusso chiamato "Still G.I.N.", un riferimento al brano Still D.R.E., è stato lanciato sul mercato più tardi nel 2024. La bottiglia di vetro veneziano è stata disegnata da Ini Archibong.
L'11 agosto 2024, Snoop Dogg è apparso durante la cerimonia di chiusura delle Olimpiadi estive del 2024 a Parigi, in Francia, eseguendo una versione di Drop It Like It's Hot e poi, insieme a Dr Dre, il brano The Next Episode. Aveva lavorato all'evento come corrispondente per NBC e Peacock. La sua conduzione dell'evento gli è valsa due Sports Emmy Awards.
Sempre nel 2024, Snoop Dogg ha annunciato l'uscita di un nuovo album intitolato Missionary, interamente prodotto da Dr. Dre, che avrebbe fatto da sequel spirituale del suo primo album Doggystyle. Il primo singolo estratto dall'album, Gorgeous, è stato pubblicato il 1º novembre 2024, seguito dall'uscita dell'album il 13 dicembre 2024, tramite Death Row, Aftermath e Interscope, quest'ultima fungente da nuovo firmatario. L'album vede la partecipazione di Eminem, Dr. Dre, 50 Cent, Method Man e Sting, e ha ricevuto recensioni generalmente positive, con elogi rivolti ai testi di Snoop e alla produzione di Dr. Dre. Ad aprile 2025 è stato inserito dalla rivista Time nella lista delle persone più influenti al mondo. Il 15 maggio 2025 ha pubblicato a sorpresa l'album Iz It a Crime?.

## Altre attività
Snoop Dogg ha recitato in numerosi film e serie televisive nel corso della sua carriera. Tra i suoi ruoli da protagonista nei film figurano The Wash (con Dr. Dre) e il film horror Bones. Ha anche recitato al fianco del rapper Wiz Khalifa nel film del 2012 Mac & Devin Go to High School, di cui è stato annunciato un sequel. Ha recitato in vari ruoli secondari e fatto numerosi cameo in vari film quali Half Baked di Tamra Davis, Training Day, Brüno e Soul Plane - Pazzi in aeroplano, dove ha interpretato il ruolo del pilota Reuben Tishkoff.
Ha inoltre recitato in tre programmi televisivi: lo show comico Doggy Fizzle Televizzle, il varietà Dogg After Dark e il reality show Snoop Dogg's Father Hood (in cui recitano anche la moglie e i suoi figli). In seguito, ha fatto delle comparse in alcuni episodi di King of the Hill, Las Vegas e Monk, in un episodio di Robot Chicken e in tre episodi di Una vita da vivere. Ha poi partecipato a tre Comedy Central Roasts, dedicati rispettivamente a Flavor Flav, Donald Trump e Justin Bieber. Tra le sue apparizioni televisive figurano episodi di The L Word, Weeds, Entourage, I Get That a Lot e The Price Is Right.
Nel 2000 Snoop Dogg (con lo pseudonimo di "Michael J. Corleone") ha diretto Snoop Dogg's Doggystyle, un film pornografico prodotto da Hustler. Il film, che combina hip hop e materiale vietato ai minori, ha riscosso un enorme successo e ha vinto il premio Top Selling Release of the Year agli AVN Awards del 2002. Snoop Dogg ha poi diretto Snoop Dogg's Hustlaz: Diary of a Pimp nel 2002 (utilizzando il soprannome "Snoop Scorsese"). È presente, tra l'altro, anche nel videogioco del 2003 True Crime: Streets of LA come personaggio giocabile ottenibile dopo aver collezionato tutti e 30 i "Dogg Bones". Nel 2004 interpreta il ruolo di Huggy Bear nella versione cinematografica del telefilm Starsky & Hutch con Owen Wilson e Ben Stiller. Snoop Dogg ha fondato la sua società di produzione, Snoopadelic Films, nel 2005. Il loro film d'esordio è stato Boss'n Up, un film ispirato all'album R&G di Snoop Dogg, con Lil Jon e Trina. Compare anche nell'episodio 2x20 della serie animata The Cleveland Show, intitolato Le ficolimpiadi, in cui interpreta sé stesso come giudice della gara tra Robert e Cleveland. Ha fatto inoltre alcune apparizioni in vari spot della Adidas assieme a David Beckham e in diversi spot pubblicitari della Pepsi.

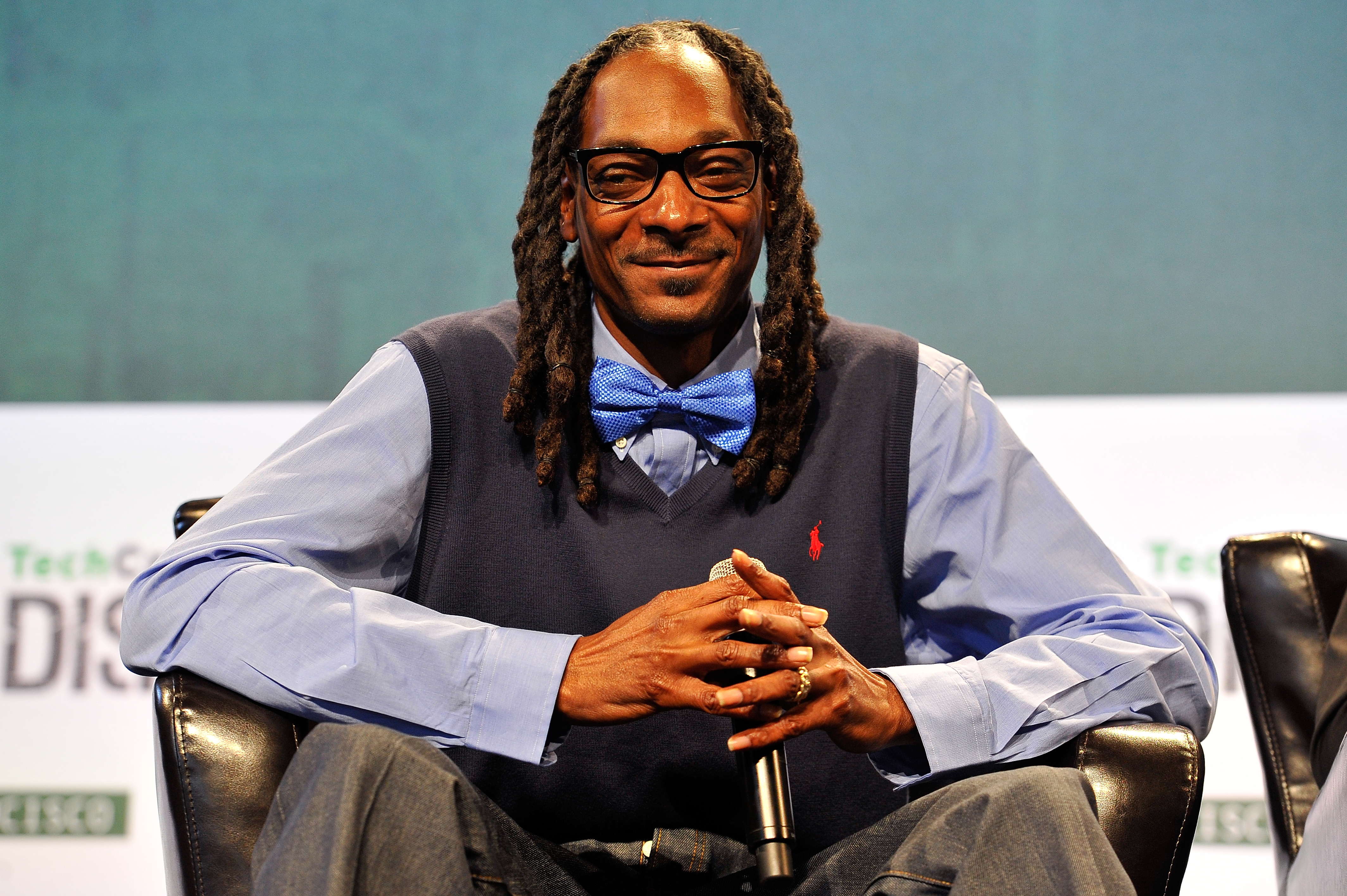
Snoop Dogg mentre tiene un discorso sul palco durante il primo giorno del TechCrunch Disrupt SF 2015

Nel 2013, Il rapper ha recitato nel film Scary Movie V, interpretando il ruolo di Marcus. Nello stesso anno, Snoop Dogg si è esibito al concerto annuale dei Kennedy Center Honors, in onore del pianista jazz Herbie Hancock. Dopo la sua esibizione, Snoop Dogg ha attribuito a Hancock il merito di aver "inventato l'hip-hop". Nel 2015 interpreta sé stesso anche nell'ultima puntata della serie statunitense Empire, incentrata sull'ascesa di una casa discografica hip hop. In diverse occasioni, ha partecipato al Players Ball per sostenere Bishop Don Magic Juan.
Nel gennaio 2016 è stata lanciata una petizione su Change.org con l'obiettivo di convincere Snoop Dogg a narrare l'intera serie Planet Earth. La petizione è stata lanciata dopo che Snoop Dogg ha narrato una serie di filmati sulla natura nel programma Jimmy Kimmel Live!. Nell'aprile 2016, Snoop Dogg ha eseguito Straight outta Compton e Fuck tha Police al Festival di Coachella, durante una reunion dei membri degli N.W.A. Poco tempo dopo, ha organizzato una raccolta fondi di basket chiamata "Hoops 4 Water" per i cittadini di Flint, nel Michigan; l'evento si è svolto il 21 maggio 2016 ed è stato organizzato dall'ex stella dei Toronto Raptors e nativo di Flint Morris Peterson. Nell'autunno dello stesso anno, VH1 ha mandato in onda per la prima volta un nuovo programma con Snoop Dogg e la sua amica Martha Stewart chiamato Martha & Snoop's Potluck Dinner Party, con giochi, ricette e ospiti musicali. I due hanno anche recitato insieme in uno spot pubblicitario per T-Mobile durante il Super Bowl LI nel febbraio 2017. Insieme a Stewart, Snoop Dogg ha creato una ricetta per il pollo fritto, aggiungendo alla pastella delle patatine al gusto barbecue. Sempre nel 2017, Snoop Dogg ha condotto una nuova edizione di The Joker's Wild, che ha trasmesso le sue prime due stagioni in onda su TBS prima di passare a TNT nel gennaio 2019.
Nell'ottobre 2018, Snoop Dogg ha pubblicato il suo libro di cucina intitolato From Crook to Cook: Platinum Recipes from Tha Boss Dogg's Kitchen, contenente "50 ricette ispirate ai piatti tipici della famiglia e ai suoi cibi preferiti, con istruzioni per preparare di tutto, dai panini con mortadella fritta e maccheroni al formaggio al forno, ai tacos morbidi e al pollo all'arancia". Il libro è stato scritto in collaborazione con Ryan Ford e presenta una prefazione di Martha Stewart. Il libro di ricette ha registrato oltre 200.000 vendite nel 2020 ed è entrato nella lista dei bestseller di Amazon nel 2022 dopo le apparizioni di Snoop Dogg al Super Bowl e al Puppy Bowl.
All'inizio del 2020, Snoop Dogg ha lanciato il suo primo vino, chiamato "Snoop Cali Red", realizzato in collaborazione con il marchio vinicolo australiano 19 Crimes. L'etichetta di questo vino rosso è decorata con il volto del rapper. Più tardi lo stesso anno ha prestato la sua voce alla serie animata Futurama nell'episodio Nell'immenso verde profondo. Snoop Dogg ha commentato l'incontro tra Mike Tyson e Roy Jones Jr., che alcuni esperti hanno descritto come il "vincitore" della serata grazie ai suoi commenti e alle sue reazioni colorite. A un certo punto, Snoop Dogg ha descritto Tyson e Jones come "due miei zii che litigano durante un barbecue". Durante l'incontro di undercard tra Jake Paul e Nate Robinson, in maniera goliardica, ha iniziato a cantare l'inno Take My Hand, Precious Lord, dopo che Robinson era stato messo al tappeto.
Nel giugno 2021, Snoop Dogg è entrato ufficialmente a far parte della Def Jam Recordings in qualità di nuovo consulente creativo e strategico esecutivo, un ruolo che gli consente di lavorare strategicamente con il team esecutivo dell'etichetta e il roster di artisti. Il suo obiettivo immediato era l'A&R e lo sviluppo creativo, riportando al presidente e CEO della Universal Music Group Sir Lucian Grainge e al presidente e CEO ad interim della Def Jam Jeffrey Harleston. Il 12 novembre 2021, durante un podcast diretto da Joe Rogan, ha annunciato l'ingresso di Benny the Butcher all'interno dell'etichetta.
Nel febbraio 2022 è stato annunciato che Snoop Dogg aveva acquisito interamente la Death Row Records dai precedenti proprietari, MNRK Music Group (precedentemente eOne Music). L'etichetta è stata inoltre rilanciata quando il rapper ha pubblicato il suo ventesimo album, BODR. Nello stesso mese conduce insieme a Kelly Clarkson la prima edizione degli American Music Awards. Il 14 aprile 2022, Snoop Dogg è stato aggiunto a Call of Duty: Vanguard e Call of Duty: Warzone come operatore nell'ambito del Tracer Pack: Snoop Dogg Operator Bundle, disponibile nel negozio in-game. Nello stesso anno, è divenuto azionista di Fluf World, una comunità NFT basata su avatar 3D di conigli.
Il 13 maggio 2024 è stato annunciato che Snoop Dogg sarebbe stato uno dei giudici della ventiseiesima stagione di The Voice, andata in onda da settembre a dicembre 2024. Il 23 aprile 2025 è stato annunciato che Snoop Dogg sarebbe tornato come giudice per la 28ª stagione, che sarebbe andata in onda a partire dalla seconda metà del 2025.

### Wrestling professionistico

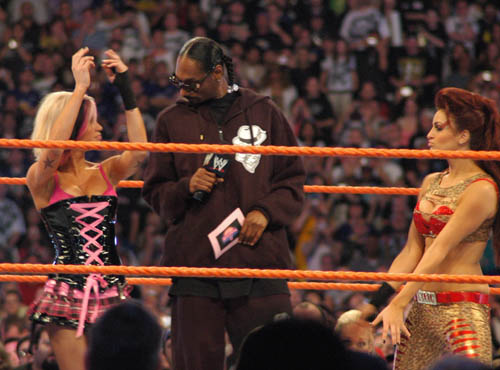
Snoop Dogg con Ashley Massaro (a sinistra) e Maria Kanellis a WrestleMania XXIV

Il 30 marzo 2008 ha preso parte a WrestleMania XXIV, come "cerimoniere" per un tag team match femminile. Compare in seguito anche a WrestleMania 32, dove ha accompagnato sua cugina Sasha Banks. Il 2 aprile 2016 è stato introdotto nella WWE Hall of Fame e nel suo discorso di ringraziamento ha dedicato grande importanza all'amore dimostrato dai fan nei confronti di Sasha Banks.S noop Dogg ha fatto un'apparizione speciale nell'All Elite Wrestling nell'episodio del 6 gennaio 2021 di AEW Dynamite, intitolato New Year's Smash. Durante l'evento, Snoop Dogg è apparso nell'angolo di Cody Rhodes durante l'incontro con Matt Sydal. Successivamente ha eseguito una Frog Splash su Serpentico, mentre Rhodes ha poi ottenuto il conteggio di tre. Il rapper si è poi unito a The Miz per presentare entrambe le serate di WrestleMania 39. Durante la prima serata, ha accompagnato Rey Mysterio in una lowrider durante il suo ingresso, rendendo omaggio a Eddie Guerrero. Durante la seconda serata, ha presentato Shane McMahon per affrontare The Miz in un altro incontro improvvisato. McMahon ha subito un infortunio al quadricipite durante l'incontro, spingendo Snoop Dogg a improvvisare e a concludere l'incontro da solo, sconfiggendo infine Miz. Le improvvisazioni di Snoop Dogg sono state lodate dai wrestler e dai dirigenti, tra cui il direttore dei contenuti della WWE Triple H.

### Iniziative imprenditoriali
Nel 2009 è stato nominato presidente creativo della Priority Records. Nel maggio 2013, Snoop Dogg e il suo brand manager Nick Adler hanno lanciato un'app chiamata Snoopify, che permette agli utenti di applicare adesivi con il volto di Snoop, spinelli o un cappello da tricheco sulle fotografie. Adler ha creato l'app nel mese di maggio dopo aver scoperto gli adesivi in Giappone. Nel 2015, l'app ha generato un totale di 30.000 dollari di vendite settimanali. Nel novembre 2013, Snoop Dogg ha lanciato sul mercato un vaporizzatore elettrico per erba in collaborazione con Grenco Science chiamato G-Pen.
Nell'ottobre 2014, Reddit ha raccolto 50 milioni di dollari in un round di finanziamento guidato da Sam Altman e che ha visto la partecipazione degli investitori Marc Andreessen, Peter Thiel, Ron Conway, Snoop Dogg e Jared Leto. Nell'aprile 2015, Snoop Dogg è diventato un socio di minoranza nella sua prima impresa di investimento, Eaze, una startup californiana che promette di consegnare marijuana terapeutica a domicilio in meno di 10 minuti. Ad ottobre dello stesso anno, il rapper ha lanciato la sua nuova attività nel settore dei media digitali, Merry Jane, che si concentra sulle notizie relative alla marijuana. In un video promozionale per il media, ha definito Merry Jane "la cannabis 2.0". Nel novembre 2015, Snoop Dogg ha annunciato il suo nuovo marchio di prodotti a base di cannabis, Leafs By Snoop. La linea di prodotti comprende fiori di marijuana, concentrati e prodotti commestibili. In questo modo, Snoop Dogg è diventato la prima celebrità di rilievo a creare un marchio e commercializzare una linea di prodotti a base di marijuana legale. Il 30 marzo 2016 è stato riferito che Snoop Dogg stava valutando l'acquisto della famosa catena di ristoranti soul food Roscoe's House of Chicken 'N Waffles, dichiarata fallita.
Nel 2019 Snoop Dogg ha fatto il suo ingresso nel mondo dei videogiochi, creando una propria lega di ESport chiamata "Gangsta Gaming League". Il 7 marzo 2022 è stato annunciato che l'artista era entrato a far parte del FaZe Clan e che sarebbe diventato membro del consiglio di amministrazione. Si è dimesso dal suo ruolo nel marzo dell'anno successivo.
Il 2 aprile 2024, Snoop Dogg è stato aggiunto alla stagione 3 di Call of Duty: Modern Warfare 3 e Call of Duty: Warzone come operatore giocabile. Il 16 luglio 2024 è stato annunciato che l'artista avrebbe aperto il suo primo negozio di marijuana legale a Los Angeles, in California, situato tra il SoFi Stadium e l'aeroporto internazionale. Il 1º novembre 2024, Snoop Dogg si è esibito a Times Square per promuovere la stagione "Chapter 2 Remix" di Fortnite, con abiti e cosmetici stilizzati ispirati al rapper disponibili per l'acquisto nel gioco. È stato anche headliner della sesta stagione del Fortnite Festival, che ha visto protagoniste le sue canzoni Drop It like It's Hot e Young, Wild & Free.
Il 17 luglio 2025 Snoop Dogg è diventato comproprietario e investitore della squadra di calcio gallese Swansea City, che milita nella EFL Championship. Ciò era stato anticipato alcuni giorni prima, quando Snoop Dogg aveva pubblicato alcune anteprime della maglia casalinga del club per la stagione 2025-2026.

### NFT
Il 21 settembre 2021, Snoop Dogg ha dichiarato su Twitter di essere un prolifico collezionista di NFT noto con lo pseudonimo di Cozomo De' Medici. In un articolo pubblicato da Vice, i giornalisti Jordan Pearson e Jason Koebler hanno fornito prove che confutano l'affermazione secondo cui Snoop Dogg e Cozomo De' Medici sarebbero la stessa persona. In un'intervista rilasciata a Christie's nel febbraio 2023, Medici ha descritto la rivelazione della propria identità come una "provocazione" e una "mossa pubblicitaria".

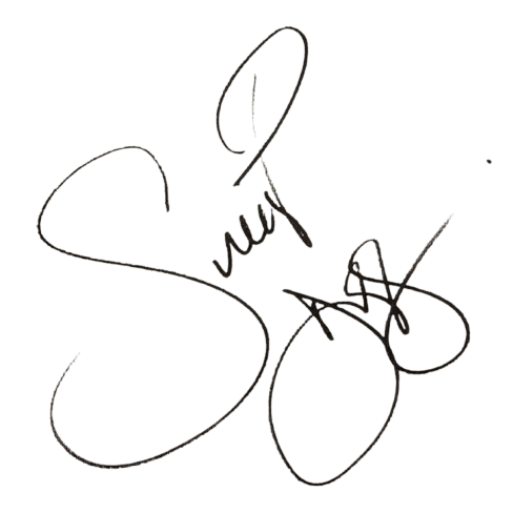
Firma di Snoop Dogg

## Vita privata
Snoop Dogg ha sposato la sua fidanzata del liceo, Shante Taylor (nata Fuller), il 14 giugno 1997. Il fratello di Shante, Jermaine, è morto nel 2002 dopo uno scontro con la polizia di Las Vegas, durante il quale Snoop Dogg ha tentato invano di convincerlo ad arrendersi. Il 21 maggio 2004 ha chiesto il divorzio da Taylor, adducendo motivi di incompatibilità caratteriale. Tuttavia, la coppia ha rinnovato i voti il 12 gennaio 2008.
Snoop Dogg ha una grande stima nei confronti della cantante statunitense Hilary Duff, tant'è che nell'agosto 2007 si è ritrovato a rappare con lei in occasione dei Teen Choice Awards 2007. Snoop Dogg e Willie McGinest dei Cleveland Browns (peraltro i rivali storici dei Pittsburgh Steelers, la squadra dell'NFL preferita da Snoop Dogg) sono amici di infanzia e sono fondatori e comproprietari della Icon Sports+Entertainment. Snoop è un grande amante delle Lowrider, infatti sia lui che Ice Cube ne possiedono varie e personalizzate.

### Sport
Snoop è un grande appassionato di sport: infatti è un tifoso di molte squadre sportive professionistiche e universitarie tra cui Los Angeles Lakers, Los Angeles Dodgers, Pittsburgh Steelers e gli USC Trojans. Ha dichiarato di aver iniziato a seguire gli Steelers negli anni '70 mentre guardava le partite della squadra con suo nonno. È anche un tifoso dei Las Vegas Raiders, avendo indossato spesso la maglia numero 5 e presenziato ai campi di allenamento della squadra. Ha inoltre dimostrato affetto per i New England Patriots, essendo stato visto esibirsi al Gillette Stadium. È inoltre un appassionato di hockey su ghiaccio; nel video musicale del brano Gin and Juice, Snoop appare con indosso le maglie di alcune squadre della NHL, tra cui Los Angeles Kings, Pittsburgh Penguins, Toronto Maple Leafs e Boston Bruins, oltre a quella degli Springfield Indians, militante nell'AHL.
Inoltre allena saltuariamente i Pomona Steelers, squadra di football composta da ragazzini di 9 o 10 anni in cui giocano il secondogenito Cordell e il nipote Nigel, figlio del defunto cugino Nate Dogg.
Il figlio Cordell Broadus è un promettente giocatore di football (4-star recruit) nella posizione di wide receiver. Dopo un'ottima carriera da giocatore in una squadra liceale a Las Vegas, nel febbraio 2015 ha deciso di accettare la borsa di studio offertagli da UCLA, acerrima rivale di USC, università per cui fa il tifo il padre e che gli aveva a sua volta offerto una borsa di studio. Ha inoltre un nipote, Keisean Nixon, che gioca nell'NFL.

## Discografia

### Da solista

#### Album in studio
- 1993 – Doggystyle
- 1996 – Tha Doggfather
- 1998 – Da Game Is to Be Sold, Not to Be Told
- 1999 – No Limit Top Dogg
- 2000 – Tha Last Meal
- 2002 – Paid tha Cost to Be da Bo$$
- 2004 – R&G (Rhythm & Gangsta): The Masterpiece
- 2006 – Tha Blue Carpet Treatment
- 2008 – Ego Trippin'
- 2009 – Malice n Wonderland
- 2011 – Doggumentary
- 2013 – Reincarnated
- 2015 – Bush
- 2016 – Cuzznz (con Daz Dillinger)
- 2016 – Coolaid
- 2017 – Neva Left
- 2018 – Bible of Love
- 2019 – I Wanna Thank Me
- 2021 – From Tha Streets 2 Tha Suites
- 2021 – Algorithm
- 2022 – BODR
- 2024 – Missionary
- 2025 – Iz It a Crime?

#### Colonne sonore
- 2011 – Mac & Devin Go to High School (con Wiz Khalifa)

### Con i Tha Eastsidaz
- 2000 – Tha Eastsidaz
- 2001 – Duces 'n Trayz: The Old Fashioned Way

### Con i 213
- 2004 – The Hard Way

### Con i 7 Days of Funk
- 2013 – 7 Days of Funk

### Con i Tha Broadus Boyz
- 2013 – Royal Fam

## Filmografia

### Attore

#### Cinema
- La linea sottile tra odio e amore (A Thin Line Between Love and Hate), regia di Martin Lawrence (1996)
- Half Baked, regia di Tamra Davis (1998)
- New York Miami - La strada del rap (Ride), regia di Millicent Shelton (1998)
- The Up In Smoke Tour, regia di Philip G. Atwell (2001) – film concerto
- Training Day, regia di Antoine Fuqua (2001)
- Baby Boy - Una vita violenta (Baby Boy), regia di John Singleton (2001)
- The Wash, regia di DJ Pooh (2001)
- Old School, regia di Todd Phillips (2003)
- Malibu's Most Wanted - Rapimento a Malibu (Malibu's Most Wanted), regia di John Whitesell (2003)
- Starsky & Hutch, regia di Todd Phillips (2004)
- Soul Plane - Pazzi in aeroplano (Soul Plane), regia di Jessy Terrero (2004)
- Boss'n Up, regia di Dylan Brown (2005)
- Striscia, una zebra alla riscossa (Racing Stripes), regia di Frederik Du Chau (2005)
- Singh Is Kinng, regia di Anees Bazmee (2008)
- Falling Up, regia di David Rosenthal (2009)
- Arthur e la vendetta di Maltazard (Arthur and the Revenge of Maltazard), regia di Luc Besson (2009)
- Brüno, regia di Larry Charles (2009)
- The Big Bang, regia di Tony Krantz (2011)
- Justin Bieber: Never Say Never, regia di Jon M. Chu (2011) – documentario
- Mac & Devin Go to High School, regia di Dylan C. Brown (2012)
- Scary Movie V (Scary Movie 5), regia di Malcolm D. Lee (2013)
- Pitch Perfect 2, regia di Elizabeth Banks (2015)
- Vite da popstar (Popstar: Never Stop Never Stopping), regia di Akiva Schaffer e Jorma Taccone (2016)
- Future World, regia di James Franco e Bruce Thierry Chung (2018)
- Beach Bum - Una vita in fumo (The Beach Bum), regia di Harmony Korine (2019)
- Dolemite is my Name (Dolemite Is My Name), regia di Craig Brewer (2019)
- Day Shift - A caccia di vampiri (Day Shift), regia di J. J. Perry (2022)
- The Underdoggs, regia di Charles Stone III (2024)

#### Televisione
- Just Shoot Me! – serie TV, episodio 6x01 (2001)
- Playmakers – serie TV, episodi 1x11 (2003)
- Chappelle Show – serie sketch comedy, episodio 2x10 (2004)
- Las Vegas – serie TV, episodio 2x08 (2004)
- The Bernie Mac Show – serie TV, episodio 4x01 (2004)
- The L Word – serie TV, episodio 1x09 (2004)
- Weeds – serie TV, episodio 2x08 (2006)
- Detective Monk (Monk) – serie TV, episodio 6x02 (2007)
- Una vita da vivere (One Life to Live) – soap opera, 3 episodi (2008-2013)
- Big Time Christmas, regia di Savage Steve Holland – film TV (2010)
- 90210 – serie TV, episodio 3x17 (2011)
- The League – serie TV, episodio 5x03 (2013)
- Empire – serie TV, episodi 1x11-3x15 (2015-2017)
- Lip Sync Battle – programma televisivo, episodio 2x14 (2016)
- Henry Danger – serie TV, episodio 4x04 (2017)
- Game Shakers - serie TV, (2018)
- Law & Order - Unità vittime speciali (Law & Order: Special Victims Unit) – serie TV, episodio 20x22 (2019)
- Modern Family – serie TV, episodio 11x10 (2020)
- Mythic Quest – serie TV, 1 episodio (2021)

### Doppiatore
- The PJs – serie animata, episodio 2x12 (2000)
- King of the Hill – serie animata, episodio 5x13 (2001)
- Crank Yankers – serie televisiva, episodio 2x03 (2003)
- Where My Dogs At? – serie animata, episodio 1x04 (2006)
- Robot Chicken – serie animata, episodio 3x02 (2007)
- Arthur e il popolo dei minimei (Arthur and the Invisibles), regia di Luc Besson (2007)
- The Boondocks – serie animata, 4 episodi (2007-2008)
- Xavier: Renegade Angel – serie animata, episodio 2x05 (2009)
- Futurama – serie animata, episodio 5x16 (2009)
- Futurama - Nell'immenso verde profondo (Futurama: Into the Wild Green Yonder), regia di Peter Avanzino (2009)
- Freaknik: The Musical – special TV (2010)
- The Cleveland Show – serie animata, episodio 2x20 (2011)
- Black Dynamite – serie animata, episodio 1x05 (2012)
- Turbo, regia di David Soren (2013)
- Sanjay and Craig – serie animata, episodio 2x17 (2015)
- Mike Tyson Mysteries – serie animata, episodio 2x12 (2016)
- I Simpson (The Simpsons) – serie animata, episodio 28x13 (2017)
- American Dad! – serie animata, episodio 16x05 (2019)
- Tappo - Cucciolo in un mare di guai (Trouble), regia di Kevin Johnson (2019)
- La famiglia Addams (The Addams Family), regia di Conrad Vernon e Greg Tiernan (2019)
- SpongeBob - Amici in fuga (The SpongeBob Movie: Sponge on the Run), regia di Tim Hill (2020)
- F Is for Family – serie animata, episodio 4x07 (2020)
- Utopia Falls – serie televisiva (2020)
- La famiglia Addams 2 (The Addams Family 2), regia di Greg Tiernan, Laura Brousseau e Kevin Pavlovic (2021)
- Piece by Piece, regia di Morgan Neville (2024)

## Doppiatori italiani
Nelle versioni in italiano delle opere in cui ha recitato, Snoop Dogg è stato doppiato da:
- Simone Mori in The Wash, The L Word, Starsky & Hutch, Striscia, una zebra alla riscossa, Pitch Perfect 2, Day Shift - A caccia di vampiri
- Nanni Baldini in Weeds, Scary Movie V, The Underdoggs
- Alessandro Quarta in Braccato dal destino, Coach Snoop
- Roberto Stocchi in Half Baked
- Danilo De Girolamo in Training Day
- Franco Mannella in Old School
- Gaetano Varcasia in Soul Plane - Pazzi in aeroplano
- Gianluca Crisafi in The Big Bang
- Francesco Sechi in Vite da popstar
- Alberto Bognanni in Beach Bum - Una vita in fumo
- Dario Oppido in Dolemite Is My Name
- David Vivanti in Rhythm + Flow
- David Chevalier in Mac & Devin Go to High School

Da doppiatore è sostituito da:
- Stefano Mondini in Where My Dogs At?
- Nanni Baldini in Arthur e il popolo dei minimei
- Gianfranco Miranda in Turbo
- Ruggero Andreozzi in Spongebob - Amici in fuga
- Roberto Fidecaro in Garfield - Una missione gustosa
- Francesco De Francesco in Piece by Piece